# Myrviken
Myrviken ist eine Ortschaft (Tätort) in der Gemeinde Berg im südlichen Jämtland. Der Ort liegt an einem Ausläufer des Storsjön am Länsväg 321.
Östersund liegt etwa 30 Kilometer nordöstlich entfernt. Svenstavik, der Hauptort der Gemeinde, liegt etwa 30 Kilometer südlich. In Myrviken gibt es eine Grundschule, Eislaufhalle, Bibliothek, Tankstelle, Feuerwehrhaus, Butik, Touristbüro, Restaurant und Café sowie zwei Frisöre. Die Kirche befindet sich in dem etwas kleineren Nachbarort Oviken.